# Ammoniumtetrafluoroberyllat
Ammoniumfluoroberyllat, nach IUPAC korrekt Ammoniumtetrafluoridoberyllat ist eine chemische Verbindung des Berylliums aus der Gruppe der Fluoroberyllate.

## Gewinnung und Darstellung
Ammoniumfluoroberyllat kann durch Reaktion von Ammoniumfluorid mit Berylliumhydroxid gewonnen werden.
{\displaystyle \mathrm {4\ NH_{4}F+Be(OH)_{2}\longrightarrow (NH_{4})_{2}[BeF_{4}]+2\ NH_{4}OH} }

## Eigenschaften
Ammoniumtetrafluoroberyllat ist ein farbloser Feststoff, der beim Erhitzen knistert, dann schmilzt und Dämpfe von Ammoniumfluorid entwickelt. Es kristallisiert orthorhombisch in der Raumgruppe Pnma (Raumgruppen-Nr. 62). Die Kristallstruktur besteht aus tetraedrischen Ammoniumionen und ebenfalls tetraedrischen Anionen [BeF4]2−. Es ist isomorph mit Ammoniumsulfat und bildet daher auch Kristalle mit Alaunstruktur von z. B. in folgenden Verbindungen: (NH4)2[BeF4]•Al2(SO4)3•24 H2O oder auch (NH4)2[BeF4]•Fe2(SO4)3•24 H2O.